# Zeil am Main
Zeil am Main település Németországban, azon belül Bajorországban. Lakosainak száma 5631 fő (2023. december 31.).

## Népesség
A település népessége az elmúlt években az alábbi módon változott:
| Lakosok száma | 1368 | 3531 | 5243 | 5684 | 5573 | 5575 | 5594 | 5564 | 5621 | 5631 |
|               | 1875 | 1950 | 1975 | 1987 | 2012 | 2014 | 2016 | 2017 | 2021 | 2023 |